# Stazione di Codisotto
La stazione di Codisotto è una fermata ferroviaria della ferrovia Parma-Suzzara, situata a Codisotto, frazione di Luzzara, in provincia di Reggio Emilia.
È gestita da Ferrovie Emilia Romagna (FER).

## Movimento
La fermata è servita dai treni regionali in servizio sulla tratta Suzzara-Parma. I treni sono svolti da Trenitalia Tper nell'ambito del contratto di servizio stipulato con la regione Emilia-Romagna.
A novembre 2019, la stazione risultava frequentata da un traffico giornaliero medio di circa 74 persone (37 saliti + 37 discesi).